# Минай-Арена
«Минай Арена» — головний стадіон у селі Минай. Домашня арена  місцевого футбольного клубу «Минай».
Стадіон офіційно функціонує з 9 червня 2018 року. «Минай-Арена» вміщає 1312 вболівальників. Проте рекорд відвідуваності — 3100 вболівальників на матчі 1/8 фіналу Кубку України з київським «Динамо», що відбувся 31 жовтня 2018 року. Це стало можливим завдяки встановленні додаткових трибун. 
На території стадіону розташовані два футбольних поля: розміром 105х68 м (ігрове), 98х50 м (тренувальне) й майданчик зі штучним покриттям. Є роздягальні, VIP-сектор, пресцентр, хостел, столова, офісні приміщення, кухня, а також сучасне табло розміром 6 на 3 метри.
Попри те, що «Минай Арена» має другу категорію, у сезоні-2022/23 стадіон отримав дозвіл від УАФ на проведення матчів УПЛ. Рішення було прийнято на період дії в Україні воєнного стану.